# 山本沙羅
山本 沙羅（やまもと さら、1995年1月11日 - ）は、和歌山県出身の日本人の柔道家である。階級は78kg超級。身長180cm。体重78kg。血液型B型。段位は四段。組み手は左組み。得意技は内股。

## 経歴
柔道は8歳の時に和柔会道場で始めた。日進中学3年の時には全国中学校柔道大会の70kg超級に出場するが初戦で敗れた。和歌山商業高校に進むと、2年と3年の時にはインターハイ78kg超級の3回戦で敗れた。また、2年の全国高校選手権無差別でも3回戦で敗れるなど結果を残せなかった。
2013年に大阪体育大学へ進学すると結果を出し始めて、2年の時には全日本ジュニアの決勝で渋谷教育学園渋谷高校3年の朝比奈沙羅に合技で敗れるが2位となった。学生体重別では3位に入った。3年の時には無差別の全日本選手権に出場すると、準決勝でミキハウスの山部佳苗に払腰で敗れたものの3位入賞を果たした。ユニバーシアードの個人戦無差別では3位だったが、団体戦では1試合のみの出場だったが勝利して、優勝メンバーの一員として名を連ねることになった。学生体重別では決勝で山梨学院大学4年の井坂希望を内股の技ありで破って初優勝を飾った。講道館杯では5位にとどまった。4年の時には大阪体育大学がアスリートや指導者の養成や支援を目的とするために起ち上げた「DASHプロジェクト」の対象に選ばれた。学生体重別では準決勝で東海大学2年の朝比奈に払巻込の有効で敗れて3位だった。講道館杯でも準決勝で朝比奈に敗れて3位だった。
2017年からはミキハウスの所属となった。4月の体重別では初戦で朝比奈を有効で破って3位となった。続く全日本選手権では準々決勝で朝比奈と対戦すると、GSを含めて11分45秒もの戦いの末に大内返で有効を取られて敗れた。7月のグランプリ・フフホトでは準決勝でウクライナのエリザベータ・カラニナに敗れて3位だった。講道館杯では準決勝で南筑高校2年の素根輝に技ありで敗れて3位だった。2018年からは福井県スポーツ協会の所属となった。4月の体重別では準決勝で朝比奈に合技で敗れた。三井住友海上の稲森奈見が左膝を負傷したために、代わってアジア大会の団体戦代表に選ばれた。9月のアジア大会男女混合団体戦では初戦の韓国戦のみの出場だったが反則負けするもチームは勝利すると、その後優勝を飾った

## 戦績
- 2014年 -　全日本ジュニア　2位
- 2014年 -　学生体重別　3位
- 2015年 -　ヨーロッパカップ・スイス　優勝
- 2015年 -　チューリンゲンジュニア国際　優勝
- 2015年 -　全日本選手権　3位
- 2015年 -　ユニバーシアード　個人戦　無差別　3位　団体戦　優勝
- 2015年 -　学生体重別　優勝
- 2015年 -　講道館杯　5位
- 2016年 -　優勝大会　5位
- 2016年 -　学生体重別　3位
- 2016年 -　講道館杯　3位
- 2017年 -　ヨーロッパオープン・オーバーヴァルト　5位
- 2017年 -　体重別　3位
- 2017年 -　全日本選手権　5位
- 2017年 -　グランプリ・フフホト　3位
- 2017年　- 実業個人選手権　3位
- 2017年 -　講道館杯　3位
- 2018年 -　ヨーロッパオープン・ローマ　3位
- 2018年 -　体重別　3位
- 2018年 - アジア大会男女混合団体戦　優勝

(出典、JudoInside.com)

## テレビ出演
- ミライ☆モンスター（フジテレビ系列[16]。